# De actis scaenicis
Il De actis scaenicis libri V, o più semplicemente De actis scaenicis, è un'opera di Marco Terenzio Varrone, non pervenuta, appartenente al gruppo di studi storico-letterari e filologici dell'erudito reatino.
L'opera, di cui rimangono pochi frammenti, era suddivisa in cinque libri; l'argomento dello scritto era prettamente teatrale.